# Bygma Gruppen
Bygma Gruppen A/S er en international dansk virksomhed, der handler med byggematerialer, og som står bag byggemarkedskæden Bygma. Bygma Gruppen har hovedkvarter i Søborg, København. De driver byggematerialevirksomhed i Danmark, Sverige, Færøerne, Grønland og Island. Bygma Gruppen blev etableret i 1966.
Datterselskaber i koncernen er: Bygma A/S, Bygma Balslev på Færøerne, Bygma AB i Sverige, Húsasmiðjan på Island, Hjalmar Wennerth A/S, Wennerth Wood Trading ApS, Scandinova A/S og Profile A/S. 
I 2023 havde Bygma Gruppen en omsætning på over 10 mia. danske kroner. De har 2.628 ansatte.